# Eusebio Francesco Chini
Eusebio Francesco Chini (ou Eusebio Kino), né le 10 août 1645 à Segno, frazione de Predaia dans le Trentin (alors dans l’empire d'Autriche), et décédé le 15 mars 1711 à Magdalena (Nouvelle-Espagne), est un prêtre jésuite, missionnaire, explorateur et cartographe italien, en Arizona et Basse Californie (aujourd'hui au Mexique et aux États-Unis, mais à l'époque colonie espagnole). Actuellement vénérable, le procès en vue de sa béatification est en cours.

## Biographie

### Jeunesse et formation
Eusebio Chini étudie dans les collèges jésuites de Trente et Hall, près d’Innsbruck. Gravement malade il promet de se faire jésuite et missionnaire s’il se rétablit. En signe de gratitude vis-à-vis de saint François Xavier auquel il attribue sa guérison, il ajoute Francisco à son nom. Il entre au noviciat des jésuites le 20 novembre 1665, à Landsberg, en Bavière.
En plus de la formation habituelle conduisant au sacerdoce, Chini se spécialise en sciences à l’université de Fribourg-en-Brisgau. Durant ces années, il ne manque pas d’écrire fréquemment au supérieur général Giovanni Paolo Oliva lui rappelant la promesse faite de partir aux missions. Inspiré par le cartographe Martino Martini, il se prépare pour un travail scientifique en Chine.
En mars 1678, à la fin de son Troisième An, alors qu’il se trouve à Nördlingen, il reçoit finalement l’approbation du supérieur général. Cependant ce n’est pas la Chine, mais le Mexique ! Il accepte dans un esprit d’obéissance cette destination qu’il n’attendait pas.

### Départ pour la Nouvelle-Espagne (Mexique)

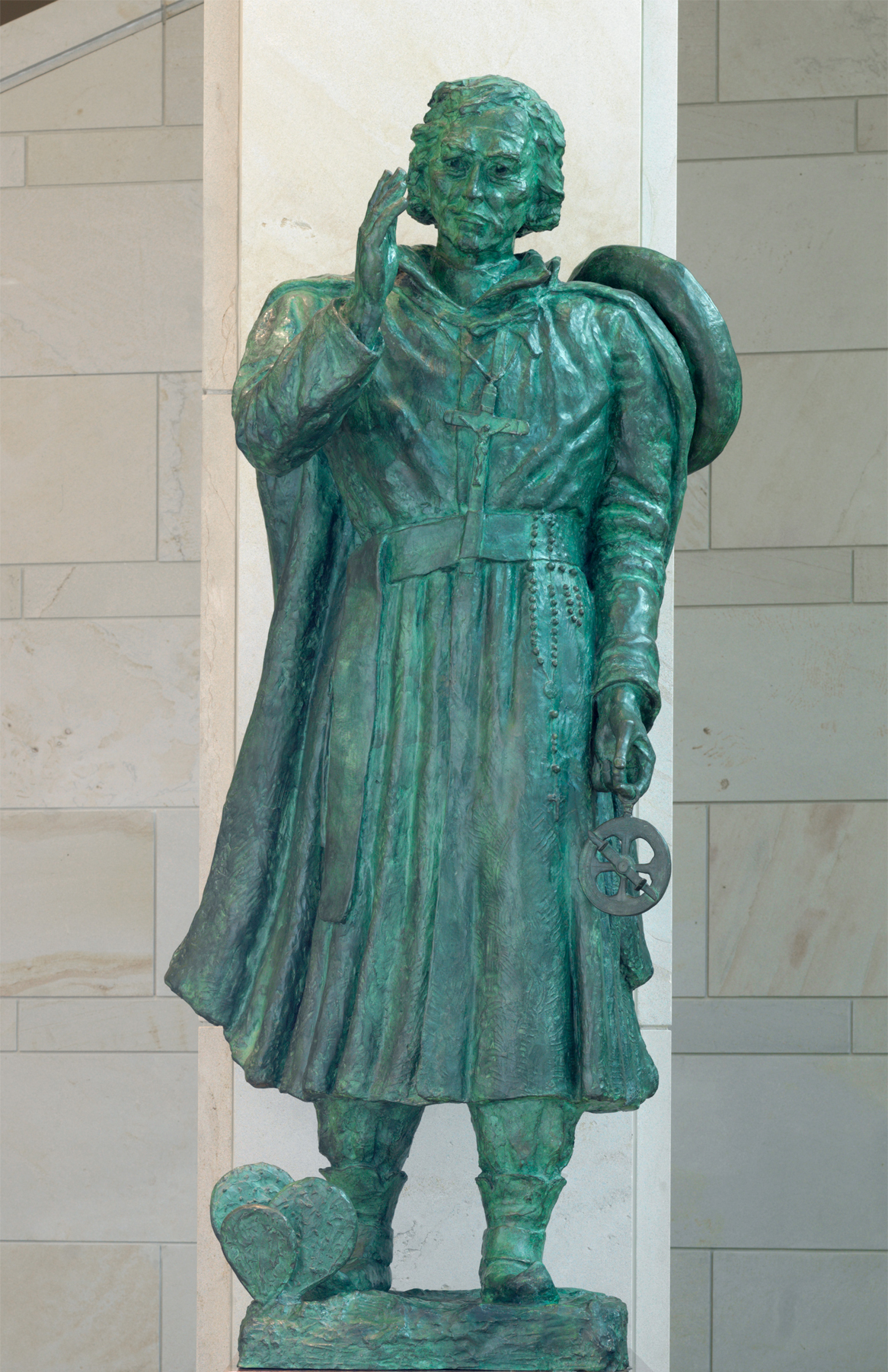
Statue du père Eusebio Kino par Suzanne Silvercruys, Hall du Capitole des États-Unis à Washington, D.C..

La même année, le 12 juin, il quitte l’Italie par Gênes avec un groupe de dix-huit jésuites. Arrivés avec du retard en Espagne, le groupe doit y attendre un an. Chini met à profit ce délai pour apprendre le castillan. Il construit des instruments d’astronomie et se lie d’amitié avec un jeune jésuite espagnol, Tirso González, qui plus tard, comme supérieur général des jésuites, le soutiendra et défendra dans ses entreprises missionnaires.
Levant l’ancre le 11 juillet 1680, leur navire ne va pas loin. Il fait naufrage dans la baie de Cadix. Chini perd tous ses livres et instrument scientifiques. Il y voit un signe du ciel et demande à nouveau d’être envoyé en Extrême-Orient. Son intérêt pour l’astronomie augmente avec le passage de la comète de Kirch (novembre 1680) dont il est un observateur enthousiaste.
Après un nouveau retard, Chini embarque pour le Mexique en janvier 1681. Il arrive à Veracruz le 1er mai et à Mexico le 1er juin 1681. Étant homme de science, il est choisi pour accompagner une nouvelle expédition dirigée par l’amiral Isidore de Atondo (es) chargée de conquérir la région de Basse Californie, bien que les tribus y soient en état de rébellion. Chini prend le temps nécessaire pour lire tout ce qu’il trouve au sujet de cette région inexplorée et des peuples qui l’habitent. Il publie un petit traité sur la comète de Kirch qu’il a pu observer.

### Première mission: un échec
L’expédition arrive à La Paz, dans la péninsule de Basse-Californie le 2 avril 1683. Une mission (Saint Bruno) y est établie. Les missionnaires y plantent une vigne et des arbres fruitiers, et se mettent à l’étude de la langue. Cependant, en 1685, ils doivent quitter les lieux. L’expédition est un échec : la grave sécheresse est une des raisons, mais également les méthodes brutales de l’amiral Atondo qui alimentent l’hostilité des populations locales.

### Nouvelle approche missionnaire
Chini a beaucoup appris cependant. Il change de méthode. Le travail missionnaire se fera sans le soutien du gouvernement. Revenu à Mexico (1686) il suggère une nouvelle approche, centrée sur le développement économique agricole des régions stériles de Basse Californie. Il demande et obtient la permission de travailler dans la région de Sonora et à partir de là, pénétrer dans la Basse Californie. Prenant comme base de départ la mission de Notre-Dame des Douleurs Chini sillonnera la région durant 24 ans (1687-1711) écrivant une des plus belles pages des annales de l’évangélisation et du développement rural de l’Amérique hispanique.

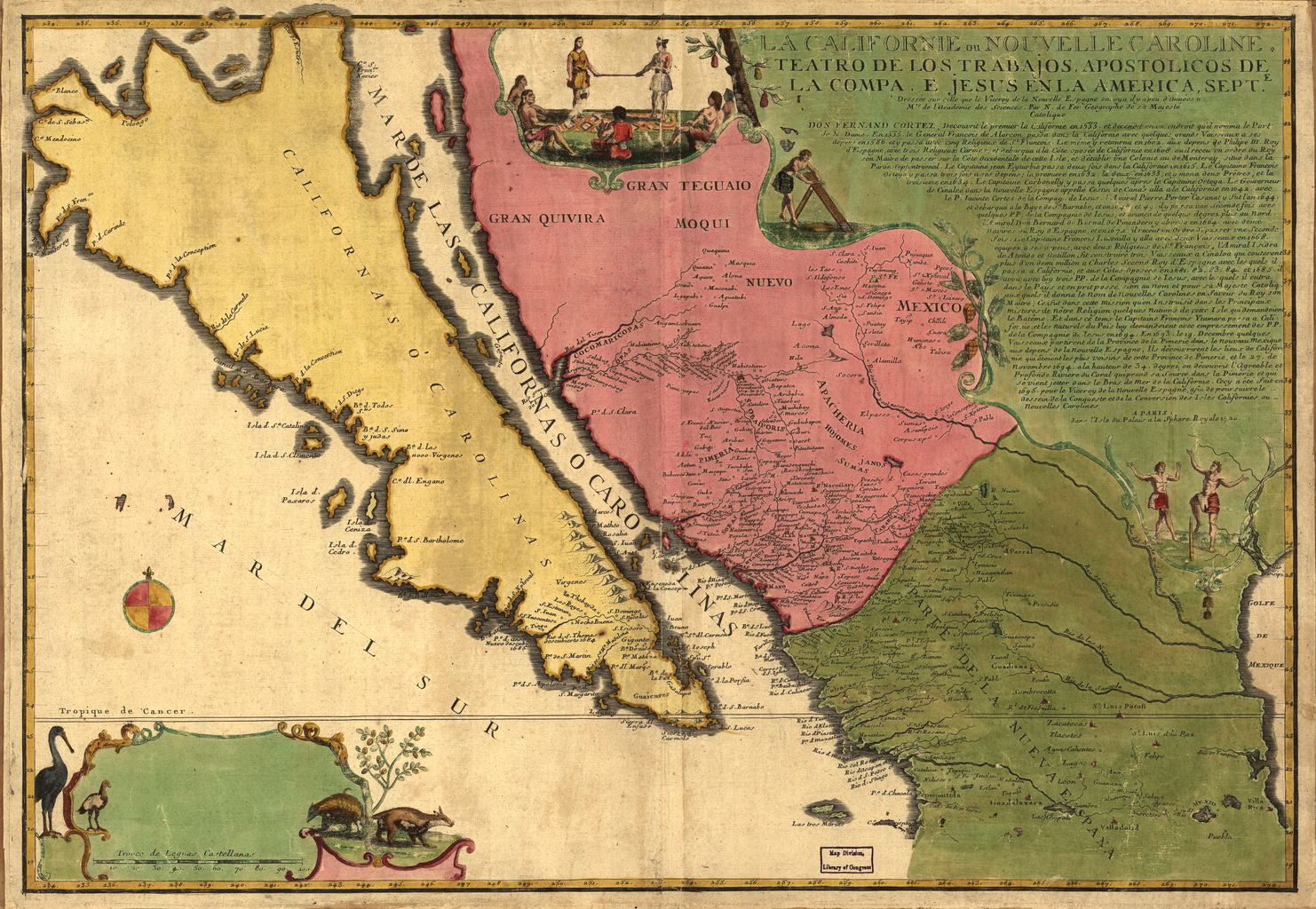
Cette carte, qui a été coloriée à la main par le cartographe Nicolas de Fer, a été créée à l'origine par Kino en 1696. L'endroit est appelé la Californie ou Nouvelle Caroline : Lieu des Travaux apostoliques de la Compagnie de Jésus à l'Amérique Septentrionale.

Transportant avec lui du bétail - petit ou grand -, des semences et plantations qui pouvaient améliorer le quotidien des populations locales, il rend visite aux indigènes, leur enseignant également comment construire des habitations solides et cultiver avec de meilleurs résultats. Il ouvre des écoles, construit des chapelles et encourage des compagnons missionnaires (Francisco M. Piccolo et Juan M. Salvatierra) à agir de façon analogue lorsqu’ils fondent des missions en Basse Californie, alors colonie espagnole.
Il organise quelque quarante expéditions de reconnaissance pour se familiariser avec des tribus qui lui sont inconnues, et étend ainsi le rayon d’action missionnaire de plusieurs centaines de kilomètres vers le nord et l’ouest, ouvrant de nombreux postes dans les villes et villages de l’Arizona et la région de Sonora. La ville de Tucson est le résultat contemporain du développement des missions San Xavier del Bac et de deux autres.
Explorateur et cartographe expérimenté il prospecte à cheval les régions des rivières Gila, Colorado, Santa Cruz et San Pedro, et prouve que contrairement à la croyance commune, la Basse Californie est une péninsule et non pas une île. Ses cartes sont publiées en Allemagne et en France.

### Soutien du Supérieur Général
Lorsque son compagnon Francisco Javier Saeta (es) est assassiné (1695) les autorités civiles et religieuses pensent retirer les missionnaires de la région. Kino intervient en pacifiant d’abord les groupes belliqueux et se rendant ensuite à Mexico pour demander que le travail apostolique ne soit pas interrompu. À cette occasion, sachant que le provincial de Nouvelle-Espagne souhaitait rappeler Kino, le supérieur général Tirso González intervient personnellement écrivant « qu’à un missionnaire aussi semblable à saint François Xavier il convenait de laisser carte blanche dans la poursuite de son apostolat ». Son succès auprès des peuples autochtones est lié au grand respect qu’il a pour elles : ils ne sont en rien inférieurs aux européens. Ayant gagné la confiance des peuples, il pouvait circuler sans protection militaire dans toute la région.

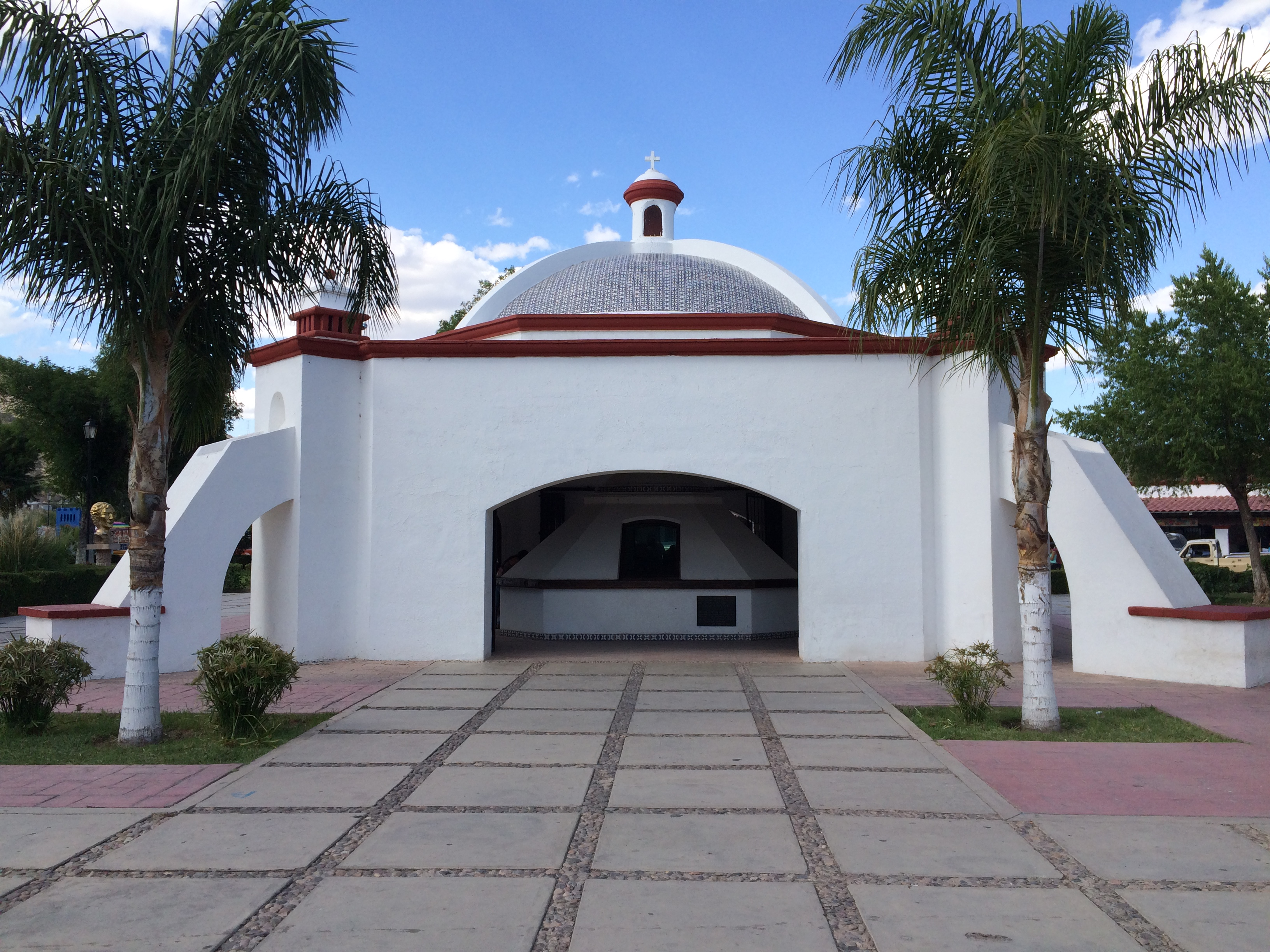
Chapelle et tombeau de Kino, à Magdalena

### Décès
Kino meurt le 15 mars 1711 alors qu’il célèbre la messe de consécration de la nouvelle chapelle de la mission de Santa Maria Magdalena, Sonora, (Mexico). Les ruines de l’ancienne chapelle servent aujourd’hui de cadre à sa sépulture. Le tout est devenu un monument national et le lieu a été renommé "Magdalena de Kino".

## Reconnaissance publique
- En 1965, un historien est chargé de rassembler toute la documentation nécessaire à l’ouverture de son procès de béatification.
- En 1965, la statue de Eusebio Kino est placée dans le Hall national des statues du Capitole de Washington, comme une des deux personnalités éminentes représentant l’état d’Arizona.
- Des statues (équestres) de Kino se trouvent dans les villes de Trente (Italie), Tucson et Phoenix (Arizona, États-Unis) et Hermosillo (Mexique).
- Le Mexique émet un timbre en 1987, à l’occasion du troisième centenaire de l’entrée de Kino dans le Pimería Alta (en). Le Vatican fait de même, en 2011, à l'occasion du troisième centenaire de la mort du missionnaire de la Basse-Californie.
- Le procès en vue de sa béatification est ouvert. Le père Kino est officiellement un vénérable.